# 괴담
괴담(怪談)은 괴상한 이야기의 총칭이다. 요쓰야 괴담, 사라야시키, 보탄 도로가 일본의 3대 괴담으로 꼽힌다.

## 같이 보기
- 공포
- 전설
- 도시전설
- 크리피파스타
- 미스터리
- 귀신